# Joe Burton Award
Der Joe Burton Award war eine Eishockeytrophäe, die von 2004 bis zur Auflösung der Central Hockey League im Jahr 2014 jährlich an den punktbesten Spieler der regulären Saison verliehen wurde. Die Auszeichnung wurde nach Joe Burton benannt, der im Verlauf seiner aktiven Karriere von 1992 bis 2003 in 708 Spielen der regulären Saison insgesamt 985 Scorerpunkte, davon 565 Tore, erzielte und als einer der erfolgreichsten Spieler in der Geschichte der Central Hockey League gilt.
Die Auszeichnung ersetzte zum Zeitpunkt ihrer Einführung die bis dahin vergebene Ken McKenzie Trophy.

## Gewinner
| Jahr    | Spieler          | Team                   | Punkte |
| ------- | ---------------- | ---------------------- | ------ |
| 2013/14 | Garett Bembridge | Denver Cutthroats      | 104    |
| 2012/13 | Sébastien Thinel | Missouri Mavericks     | 96     |
| 2011/12 | Todd Robinson    | Evansville IceMen      | 92     |
| 2010/11 | Sébastien Thinel | Odessa Jackalopes      | 110    |
| 2009/10 | Kevin Ulanski    | Colorado Eagles        | 109    |
| 2008/09 | Sébastien Thinel | Odessa Jackalopes      | 97     |
| 2007/08 | Alex Leavitt     | Arizona Sundogs        | 128    |
| 2006/07 | Jeff Christian   | Youngstown SteelHounds | 116    |
| 2005/06 | Derek Hahn       | Amarillo Gorillas      | 114    |
| 2004/05 | Jason Duda       | Wichita Thunder        | 96     |
| 2003/04 | Jeff Bes         | Laredo Bucks           | 117    |